# Jacaena guiyang
Espèce
Jacaena guiyang est une espèce d'araignées aranéomorphes de la famille des Liocranidae.

## Distribution
Cette espèce est endémique du Guizhou en Chine,. Elle se rencontre dans les districts de Yunyan et de Wudang.

## Description
Le mâle holotype mesure 5,56 mm et la femelle paratype 4,77 mm.

## Systématique et taxinomie
Cette espèce a été décrite par Yang, Yu et Zhong en 2023.

## Étymologie
Son nom d'espèce lui a été donné en référence au lieu de sa découverte, Guiyang.

## Publication originale
- Yang, Deng, Yu & Zhong, 2023 : « A new species of Jacaena Thorell, 1897 (Araneae: Liocranidae) from Guiyang, southwestern China. » Zootaxa, no 5339(2), p. 185-195.